# 列別季夫卡 (亞爾莫林齊區)
49°10′32″N 27°4′14″E / 49.17556°N 27.07056°E
萊貝季夫卡（烏克蘭語：Лебедівка）是位於烏克蘭西部的村莊，由赫梅利尼茨基州裡赫梅利尼茨基區的亞爾莫林齊市鎮負責管轄。該村面積0.52平方公里，海拔高度284米，2024年人口26，人口密度每平方公里165.4人。